# Симоновка (Харьковская область)
Си́моновка (укр. Симинівка; с 1928 по 2016 Красноарме́йское (Червоноарме́йское) Пе́рвое) — село, Червоноармейский Первый сельский совет, Волчанский район, Харьковская область, Украина.
Код КОАТУУ — 6321688701. Население по переписи 2001 года составляло 331 (153/178 м/ж) человек.
Являлось до 2020 года административным центром Красно-(Червоно-)армейского Первого сельского совета, в который, кроме того, входили сёла:
Ве́рхняя Пи́саревка,
Лима́н,
Ло́севка,
Гра́фское,
Сине́льниково,
Шестеровка и
посёлок Цегельное.

## Географическое положение
Село Симоновка находится в 2-х км от левого берега Печенежского водохранилища (река Северский Донец); примыкает к селу Лима́н.
Через село проходит автомобильная дорога Т-2104.
В семи км находится железнодорожная станция Гарбузо́вка.
Между водохранилищем и селом расположен сосновый лес.

## История
- 1730 — впервые уповинается, как село Ильмень[1].
- 1928 — переименовано в село Красноармейское (укр. Червоноармейское) Первое в честь РККА.
- 2016 — название села было «декоммунизировано»; возвращено название Симоновка.

## Название
- В 1920-х — начале 1930-х годов Волчанском районе и области прошла "волна" переименований[4] значительной части населённых пунктов[5], в основном на левом (восточном) берегу Донца, в «революционные» названия — в честь Октябрьской революции, пролетариата, сов. власти, Кр. армии, социализма, Сов. Украины, деятелей "демократического и революционного движения" (Т. Шевченко, Г. Петровского) и новых праздников (1 мая и др.[5]) Это приводило к путанице, так как рядом могли оказаться сёла с одинаковыми новыми названиями, которым зачастую давали названия «1-е» и «2-е» - например, Первое, Второе Красноармейское и оно же Червоноармейское.

## Экономика
- В селе есть свинотоварная ферма.
- Детский оздоровительный лагерь «Барвинок».

## Объекты социальной сферы
- Школа.
- Волчанский межшкольный учебно-производственный комбинат (ВУМПК).

## Известные люди
- Шип, Пантелей Семёнович — Герой Советского Союза, участник «десанта Ольшанского»[6].